# Quella peste di Pierina
Quella peste di Pierina è un film commedia del 1982 diretto da Michele Massimo Tarantini.

## Trama
Pierina è una quindicenne che combina scherzi pesanti, soprattutto a scuola e a casa. Gianmaria è un compagno di classe che spasima per lei, ma Pierina preferisce gli altri uomini.